# Sorianello
Sorianello – miejscowość i gmina we Włoszech, w regionie Kalabria, w prowincji Vibo Valentia.
Według danych na rok 2004 gminę zamieszkiwało 1589 osób, 176,6 os./km².